# Gmina Zbiczno
Die Gmina Zbiczno ist eine Landgemeinde im Powiat Brodnicki der Woiwodschaft Kujawien-Pommern in Polen. Ihr Sitz ist das Dorf Zbiczno (deutsch bis 1919 ebenfalls Zbiczno, im Zweiten Weltkrieg kurze Zeit Wilhelmsberg).

## Gliederung
Zur Landgemeinde Zbiczno gehören 12 Orte (deutsche Namen bis 1945) mit einem Schulzenamt:
- Brzezinki
- Ciche
- Czystebłota (Reinbruch)
- Gaj-Grzmięca
- Lipowiec (Lipowitz)
- Najmowo (Naymowo)
- Pokrzydowo (Pokrzydowo, 1942–1945 Gottfriedsfelde)
- Sumowo (Summe)
- Sumówko (Klein Summe)
- Zastawie
- Zbiczno (1942–1945 Wilhelmsberg)
- Żmijewko (Zmiewko)

Weitere Ortschaften der Gemeinde sind:
- Bachotek (Bachottek)
- Głowin
- Godziszka
- Grabiny
- Grzmięca
- Kaługa
- Karaś
- Koń
- Ładnówko
- Ławy Drwęczne
- Mieliwo
- Podbrodnica
- Robotno
- Robotno-Fitowo
- Rosochy
- Równica
- Rytebłota
- Sosno Szlacheckie
- Staw
- Strzemiuszczek
- Szramowo (Niedeck)
- Tęgowiec
- Tomki (Tomken)
- Wysokie Brodno
- Zarośle (Nazaroslach)
- Żmijewo (Hohenlinden)